# Carretera de Nebraska 89
La Carretera de Nebraska 89, y abreviada NE 89 (en inglés: Nebraska Highway 89) es una carretera estatal estadounidense ubicada en el estado de Nebraska. La carretera inicia en el Oeste desde la US 83  oeste de Danbury hacia el Este en la US 183  sur de Alma. La carretera tiene una longitud de 116,7 km (72.52 mi).

## Mantenimiento
Al igual que las autopistas interestatales, y las rutas federales y el resto de carreteras estatales, la Carretera de Nebraska 89 es administrada y mantenida por el Departamento de Carreteras de Nebraska por sus siglas en inglés NDOR.

## Cruces
La Carretera de Nebraska 89 es atravesada principalmente por la  US 283  oeste de Beaver City
 NE 46  noroeste de Stamford
 US 136  en Orleans.